# Lucillio
Lucillio (in latino Lucillius; fl. I secolo) è stato uno scrittore romano, di origini ignote, la cui attività raggiunse l'apice nell'età neroniana (54-68 d.C.).

## Epigrammi
A volte chiamato Lucilio (rischiando di confonderlo con l'antecedente poeta satirico Lucilio), scrisse in greco epigrammi satirici che preannunciano quelli di Marziale. Di essi ce ne sono pervenuti 123.
Fu un esponente del filone "scoptico" (o "scommatico"), nel quale l'epigramma assume la forma di un'analisi fulminea quanto aggressiva della realtà, connotata spesso da satira o sarcasmo, alla quale l'epigramma è tradizionalmente associato, soprattutto grazie alla successiva opera di Marziale.
Come Marziale, Lucillio ricorre spesso all'aprosdòketon, l'introduzione di un elemento inatteso che sconvolge la risoluzione naturale dell'aspettativa creata dalla descrizione iniziale. I suoi bersagli compongono una fauna assortita di tipi umani, quali ad esempio:
- intellettuali dall'eloquenza fastidiosa:

(Antologia Palatina, Libro XI, 10)
- falsi sapienti, come l'astrologo che si impicca per tenere fede al proprio oroscopo (A.P., Libro XI, 64)
- pessimi poeti che si portano nell'aldilà la loro mercanzia poetica (A.P., Libro XI, 133)
- filosofi cinici accattoni (A.P., Libro XI, 153)

Non manca l'aggressiva trattazione di difetti fisici: il nome di una persona magrissima viene attribuito a una particella elementare:
(Antologia Palatina, Libro XI, 103)
In A.P., Libro XI, 76 viene rovesciato un mito ben noto: si esorta un uomo bruttissimo a non specchiarsi, perché odierebbe sé stesso quanto Narciso si amava.
In A.P., Libro XI, 80 vengono resi onori ad un pugile, «per non aver mai fatto male a nessuno».
Non manca la trattazione paradossale di vizi morali:
- l'avarizia di un padre snaturato, che affoga il figlio infante dopo aver fatto un minuzioso preventivo di quanto gli sarebbe costato mantenerlo (A.P., Libro XI, 172);
- l'invidia dell'uomo crocefisso per il compagno di supplizio:

(Antologia Palatina, Libro XI, 192)

## Il trattatoArte cosmetica
In un trattato intitolato Arte cosmetica, Lucillio descrisse con salacità, le tecniche utilizzate delle patrizie romane per abbellirsi o nascondere i propri difetti: depilazione, sbiancatura dei denti, applicazioni di finti nei per coprire difetti della pelle e così via. Ovviamente senza rinunciare alla tecnica lessicale del fulmen in clausula, cioè della stoccata finale:
(Antologia Palatina, Libro XI, 310)